# Secteur parascolaire
Le secteur parascolaire est un secteur de l'édition recouvrant tous les ouvrages didactiques à usage personnel, par opposition au secteur scolaire qui concerne les manuels utilisés en classe. Il comprend notamment les cahiers de vacances, les cahiers de soutien, les livres de préparation aux examens, les classiques pédagogiques, les ouvrages de référence et les annales d'examens.

## Impact de la crise du Covid-19
Le confinement en raison de la pandémie de Covid-19 a entraîné un effondrement du marché de l'édition en France, seul le secteur parascolaire a résisté et a même connu un boom au début du confinement.